# Louis Brody
Louis Brody, nato Ludwig M’bebe Mpessa (Douala, 15 febbraio 1892 – Berlino, 11 febbraio 1951), è stato un attore tedesco, conosciuto anche come Lewis Brody.

## Biografia
Louis Brody nacque nel Camerun, allora una colonia dell'Impero tedesco.
Trasferitosi in Germania a 15 anni, iniziò a lavorare nel cinema a 23 anni in una serie di film polizieschi ambientata negli Stati Uniti.
Dopo l'avvento al potere di Adolf Hitler, nel 1933, nonostante il razzismo del regime nazista, continuò a lavorare nel cinema, dove fu utilizzato nei film di propaganda, tra i quali il famigerato Süss l'ebreo, in cui interpreta la parte di un servitore nero che collabora con i ribelli che sono contro l'ebreo antagonista e complottatore del film.

## Filmografia
- Das Gesetz der Mine, regia di Joe May (1915)
- Der Dolch des Malayen, regia di Léo Lasko (1919)
- Die Herrin der Welt 1. Teil - Die Freundin des gelben Mannes, regia di Joseph Klein e Joe May (1919)
- Il re Makomba (Die Herrin der Welt 4. Teil - König Macombe), regia di Joseph Klein e Uwe Jens Krafft (1920)
- Die Herrin der Welt 5. Teil - Ophir, die Stadt der Vergangenheit, regia di Uwe Jens Krafft (1920)
- Die Herrin der Welt 6. Teil - Die Frau mit den Millionarden, regia di Uwe Jens Krafft (1920)
- Genuine, regia di Robert Wiene (1920)
- Das indische Grabmal zweiter Teil - Der Tiger von Eschnapur, regia di Joe May (1921)
- Das Geheimnis von Bombay, regia di Artur Holz (1921)
- Der kleine Muck, regia di Wilhelm Prager (1921)
- Die Verschwörung zu Genua, regia di Paul Leni (1921)
- Der Mann ohne Namen - 1. Der Millionendieb, regia di Georg Jacoby (1921)
- Der Mann ohne Namen - 2. Der Kaiser der Sahara, regia di Georg Jacoby (1921)
- Der Mann ohne Namen - 7. Gelbe Bestien, regia di Georg Jacoby (1921)
- Die Abenteuer eines Ermordeten - 2. Der Smaragd des Badjah von Panlanzur, regia di Louis Ralph (1921)
- Der Mann ohne Namen - 4. Die goldene Flut, regia di Georg Jacoby (1921)
- Der Mann ohne Namen - 5. Der Mann mit den eisernen Nerven, regia di Georg Jacoby (1921)
- Der Mann ohne Namen - 6. Der Sprung über den Schatten, regia di Georg Jacoby (1921)
- Die Perle des Orients, regia di Karl Heinz Martin (1921)
- Destino (Der müde Tod, anche Signore delle tenebre), regia di Fritz Lang (1921)
- Der vergiftete Strom, regia di Urban Gad (1921)
- Das indische Grabmal erster Teil - Die Sendung des Yoghi, regia di Joe May (1921)
- Das Geheimnis der Santa Maria, regia di Lothar Mendes (1921)
- Die Insel der Verschollenen, regia di Urban Gad (1921)
- Wildnis, regia di Bruno Ziener (1922)
- Homo sum, regia di Heinz Hanus (1922)
- Lebenshunger , regia di Johannes Guter (1922)
- Knock-out!, regia di Armand du Plessy (1923)
- Il labirinto delle passioni (The Pleasure Garden), regia di Alfred Hitchcock (1925)
- Die tolle Herzogin, regia di Willi Wolff (1926)
- Ich hatt' einen Kameraden, regia di Conrad Wiene (1926)
- Die Boxerbraut, regia di Johannes Guter (1926)
- Das Panzergewölbe, regia di Lupu Pick (1926)
- Mata Hari, regia di Friedrich Fehér (1927)
- Das verschwundene Testamant, regia di Rolf Randolf (1929)
- Die Todesfahrt im Weltrekord, regia di Kurt Blachy ( come Curt Blachnitzky) (1929)
- Stürmisch die Nacht, regia di Kurt Blachy (come Curt Blachnitzky) (1931)
- Mai più l'amore  (Nie wieder Liebe!), regia di Anatole Litvak (1931)
- Calais-Douvres , regia di Jean Boyer, Anatole Litvak (1931)
- Peter Voss, der Millionendieb, regia di Ewald André Dupont (1932)
- Der weiße Dämon, regia di Kurt Gerron (1932)
- Stupéfiants , regia di Kurt Gerron, Roger Le Bon (1932)
- Il fiore delle Haway (Die Blume von Hawaii), regia di Richard Oswald (1933)
- Pechmarie , regia di Erich Engel (1934)
- L'ultima pattuglia (Die Reiter von Deutsch-Ostafrika), regia di Herbert Selpin (1934)
- Punks kommt aus Amerika , regia di Karl Heinz Martin (1935)
- Le colonne della società (Stützen der Gesellschaft), regia di Douglas Sirk (1935)
- Habanera (La Habanera), regia di Detlef Sierck (1937)
- Das Geheimnis um Betty Bonn , regia di Robert A. Stemmle (1938)
- Der unmögliche Herr Pitt, regia di Harry Piel (1938)
- Il tesoro dei tropici  (Kautschuk), regia di Eduard von Borsody (1938)
- Spie all'equatore (In geheimer Mission), regia di Jürgen von Alten (1938)
- Sergente Berry (Sergeant Berry), regia di Herbert Selpin (1938)
- Canitoga (Wasser für Canitoga), regia di Herbert Selpin (1939)
- La maschera dell'onestà (Kennwort Machin), regia di Erich Waschneck (1939)
- Oceano in fiamme (Brand im Ozean), regia di Günther Rittau (1939)
- Süss l'ebreo (Jud Süß), regia di Veit Harlan (1940)
- Blutsbrüderschaft, regia di Philipp Lothar Mayring (1941)
- Carl Peters, regia di Herbert Selpin (1941)
- Ohm Kruger l'eroe dei Boeri (Ohm Krüger), regia di Hans Steinhoff e, non accreditato, Karl Anton (1941)
- Arrivederci Francesca (Auf Wiedersehen, Franziska!, regia di Helmut Käutner (1941)
- Giungla, regia di Nunzio Malasomma (1942)
- Vom Schicksal verweht, regia di Nunzio Malasomma (1942)
- Il delitto del Dott. Crippen (Dr. Crippen an Bord), regia di Erich Engels (1942)
- Il barone di Münchhausen (Münchhausen), regia di Josef von Báky (1943)
- Germanin - Die Geschichte einer kolonialen Tat, regia di Max W. Kimmich (1943)
- Herr Sanders lebt gefährlich, regia di Robert A. Stemmle (1946)
- Peter Voss, der Millionendieb, regia di Karl Anton (1946)
- Quax in Afrika , regia di Helmut Weiss (1947)
- Schwarzwaldmädel , regia di Hans Deppe (1950)
- Die letzte Heuer, regia di E.W. Fiedler (come E. Wilhelm Fiedler) e, non accreditato, Hans Heinrich (1951)